# Nagyrákos
Nagyrákos è un comune dell'Ungheria di 319 abitanti (dati 2001). È situato nella contea di Vas.